# Tranilast
Tranilast (comercializado bajo el nombre de Rizaben) es una droga desarrollada para el tratamiento de alergias respiratorias. Fue desarrollada por Kissei Pharmaceuticals y aprobada en 1982 para uso en Japón y Corea del sur para el asma. En 1993 también fue aprobado su uso para el tratamiento de los queloides y escaras. También es comúnmente recetada para el tratamiento de desórdenes alérgicos como rinitis alérgica y dermatitis atópica.
En pruebas in vitro se ha encontrado que la droga es capaz de reducir la síntesis de colágenos, lo que ha conllevado a su estudio como posible agente antifibrótico. También la droga ha mostrado potencial para inhibir el crecimiento de neurofibromas y la producción de interleuquina-6 y células endoteliales. Actualmente la droga se encuentra en la Fase II para su aprobación como tratamientos para la artritis reumatoide y en fase III para el tratamiento del Pterigión, además de otras investigaciones relacionadas con su capacidad antiproliferativa celular.